# Parafia Matki Bożej Śnieżnej w Tokarni
Parafia Matki Bożej Śnieżnej w Tokarni – parafia rzymskokatolicka należąca do dekanatu Pcim archidiecezji krakowskiej.  